# 2020-as WTCR belga nagydíj
A 2020-as FIA WTCR zolderi nagydíj volt a 2020-as túraautó-világkupa első fordulója. 2020. szeptember 10. és szeptember 13-a között rendezték meg  Zolderben, Belgiumban. Szeptember 10-én, csütörtökön a világkupa mezőnye a szezon előtti kollektív tesztjét teljesítette, míg a hétvége érdemi része szeptember 11-én, a szabadedzésekkel kezdődött meg.

## Előzetes nevezési lista
| Csapat                                    | Autó                            | Rajtszám                   | Versenyző                  | Kategória                  | Kategória                  |
| Teljes szezonos résztvevők                | Teljes szezonos résztvevők      | Teljes szezonos résztvevők | Teljes szezonos résztvevők | Teljes szezonos résztvevők | Teljes szezonos résztvevők |
| ----------------------------------------- | ------------------------------- | -------------------------- | -------------------------- | -------------------------- | -------------------------- |
| BRC Hyundai N LUKOIL Squadra Corse        | Hyundai i30 N TCR               | 1                          | Michelisz Norbert          |                            |                            |
| BRC Hyundai N LUKOIL Squadra Corse        | Hyundai i30 N TCR               | 30                         | Gabriele Tarquini          |                            |                            |
| Engstler Hyundai N Liqui Moly Racing Team | Hyundai i30 N TCR               | 8                          | Luca Engstler              | Újonc                      | Újonc                      |
| Engstler Hyundai N Liqui Moly Racing Team | Hyundai i30 N TCR               | 88                         | Nick Catsburg              |                            |                            |
| Vuković Motorsport                        | Renault Mégane RS TCR           | 7                          | Jack Young                 | Újonc                      | Trophy                     |
| ALL-INKL.DE Münnich Motorsport            | Honda Civic Type R TCR (FK8)    | 9                          | Tassi Attila               |                            |                            |
| ALL-INKL.DE Münnich Motorsport            | Honda Civic Type R TCR (FK8)    | 18                         | Tiago Monteiro             |                            |                            |
| ALL-INKL.COM Münnich Motorsport           | Honda Civic Type R TCR (FK8)    | 29                         | Néstor Girolami            |                            |                            |
| ALL-INKL.COM Münnich Motorsport           | Honda Civic Type R TCR (FK8)    | 86                         | Esteban Guerrieri          |                            |                            |
| Cyan Performance Lynk & Co                | Lynk & Co 03 TCR                | 11                         | Thed Björk                 |                            |                            |
| Cyan Performance Lynk & Co                | Lynk & Co 03 TCR                | 12                         | Santiago Urrutia           |                            |                            |
| Cyan Racing Lynk & Co                     | Lynk & Co 03 TCR                | 68                         | Yann Ehrlacher             |                            |                            |
| Cyan Racing Lynk & Co                     | Lynk & Co 03 TCR                | 100                        | Yvan Muller                |                            |                            |
| Comtoyou Racing                           | Audi RS 3 LMS TCR               | 16                         | Gilles Magnus              | Újonc                      | Trophy                     |
| Comtoyou Racing DHL Team Audi Sport       | Audi RS 3 LMS TCR               | 23                         | Nathanaël Berthon          | Trophy                     | Trophy                     |
| Comtoyou Racing DHL Team Audi Sport       | Audi RS 3 LMS TCR               | 31                         | Tom Coronel                | Trophy                     | Trophy                     |
| Zengő Motorsport Services KFT             | Cupra León Competición TCR      | 55                         | Boldizs Bence              | Újonc                      | Trophy                     |
| Zengő Motorsport Services KFT             | Cupra León Competición TCR      | 96                         | Mikel Azcona               |                            |                            |
| Zengő Motorsport Services KFT             | Cupra León Competición TCR      | 99                         | Kismarty-Lechner Gábor     | Trophy                     | Trophy                     |
| Team Mulsanne                             | Alfa Romeo Giulietta Veloce TCR | 69                         | Jean-Karl Vernay           | Trophy                     | Trophy                     |
| Szabadkártyás részvevők                   |                                 |                            |                            |                            |                            |
| Team Mulsanne                             | Alfa Romeo Giulietta Veloce TCR | 25                         | Luca Filippi               |                            |                            |
| Vuković Motorsport                        | Renault Mégane RS TCR           | 33                         | Dylan O'Keeffe             |                            |                            |

| Ikon   | Kategória                                                          |
| ------ | ------------------------------------------------------------------ |
| Újonc  | Versenyző, aki jogosult az FIA Rookie award kategória részvételén. |
| Trophy | Versenyző, aki jogosult a WTCR Trophy kategória részvételén.       |

## Első szabadedzés
| Poz.    | #   | Versenyző              | Csapat                                    | Autó                            | Kategória | Kategória | Köridő   | Különbség | Körszám |
| ------- | --- | ---------------------- | ----------------------------------------- | ------------------------------- | --------- | --------- | -------- | --------- | ------- |
| 1.      | 29  | Néstor Girolami        | ALL-INKL.COM Münnich Motorsport           | Honda Civic Type R TCR          |           |           | 1:36,450 |           | 10      |
| 2.      | 16  | Gilles Magnus          | Comtoyou Racing                           | Audi RS3 LMS TCR                | Újonc     | Trophy    | 1:36,554 | +0,104    | 15      |
| 3.      | 86  | Esteban Guerrieri      | ALL-INKL.COM Münnich Motorsport           | Honda Civic Type R TCR          |           |           | 1:36,589 | +0,139    | 16      |
| 4.      | 17  | Nathanaël Berthon      | Comtoyou Racing DHL Team Audi Sport       | Audi RS3 LMS TCR                |           | Trophy    | 1:36,640 | +0,190    | 14      |
| 5.      | 100 | Yvan Muller            | Cyan Racing Lynk & Co                     | Lynk & Co 03 TCR                |           |           | 1:36,678 | +0,228    | 10      |
| 6.      | 31  | Tom Coronel            | Comtoyou Racing DHL Team Audi Sport       | Audi RS3 LMS TCR                |           | Trophy    | 1:36,762 | +0,312    | 15      |
| 7.      | 9   | Tassi Attila           | ALL-INKL.DE Münnich Motorsport            | Honda Civic Type R TCR          |           |           | 1:36,837 | +0,387    | 18      |
| 8.      | 69  | Jean-Karl Vernay       | Team Mulsanne                             | Alfa Romeo Giulietta Veloce TCR |           | Trophy    | 1:36,896 | +0,446    | 16      |
| 9.      | 11  | Thed Björk             | Cyan Racing Performance Lynk & Co         | Lynk & Co 03 TCR                |           |           | 1:36,924 | +0,474    | 14      |
| 10.     | 18  | Tiago Monteiro         | ALL-INKL.DE Münnich Motorsport            | Honda Civic Type R TCR          |           |           | 1:36,963 | +0,513    | 13      |
| 11.     | 1   | Michelisz Norbert      | BRC Hyundai N Lukoil Squadra Corse        | Hyundai i30 N TCR               |           |           | 1:37,019 | +0,569    | 18      |
| 12.     | 88  | Nick Catsburg          | Engstler Hyundai N Liqui Moly Racing Team | Hyundai i30 N TCR               |           |           | 1:37,027 | +0,577    | 15      |
| 13.     | 12  | Santiago Urrutia       | Cyan Racing Performance Lynk & Co         | Lynk & Co 03 TCR                |           |           | 1:37,058 | +0,608    | 13      |
| 14.     | 25  | Luca FilippiSZ         | Team Mulsanne                             | Alfa Romeo Giulietta Veloce TCR |           |           | 1:37,342 | +0,892    | 19      |
| 15.     | 68  | Yann Ehrlacher         | Cyan Racing Lynk & Co                     | Lynk & Co 03 TCR                |           |           | 1:37,393 | +0,943    | 12      |
| 16.     | 30  | Gabriele Tarquini      | BRC Hyundai N Lukoil Squadra Corse        | Hyundai i30 N TCR               |           |           | 1:37,415 | +0,965    | 15      |
| 17.     | 8   | Luca Engstler          | Engstler Hyundai N Liqui Moly Racing Team | Hyundai i30 N TCR               | Újonc     |           | 1:37,665 | +1,215    | 14      |
| 18.     | 7   | Jack Young             | Vuković Motorsport                        | Renault Mégane R.S. TCR         | Újonc     | Trophy    | 1:37,697 | +1,247    | 18      |
| 19.     | 96  | Mikel Azcona           | Zengő Motorsport Services KFT             | Cupra León Competición TCR      |           |           | 1:37,828 | +1,378    | 18      |
| 20.     | 33  | Dylan O'KeeffeSZ       | Vuković Motorsport                        | Renault Mégane R.S. TCR         |           |           | 1:38,128 | +1,678    | 16      |
| 21.     | 55  | Boldizs Bence          | Zengő Motorsport Services KFT             | Cupra León Competición TCR      | Újonc     | Trophy    | 1:38,828 | +2,378    | 19      |
| 22.     | 99  | Kismarty-Lechner Gábor | Zengő Motorsport Services KFT             | Cupra León Competición TCR      |           | Trophy    | 1:40,607 | +4,157    | 19      |
| Forrás: |     |                        |                                           |                                 |           |           |          |           |         |

- Újonc — Újonc résztvevők
- Trophy — WTCR Trophy résztvevők
- SZ — Szabadkártyás résztvevők

## Második szabadedzés
| Poz.    | #   | Versenyző              | Csapat                                    | Autó                            | Kategória | Kategória | Köridő   | Különbség | Körszám |
| ------- | --- | ---------------------- | ----------------------------------------- | ------------------------------- | --------- | --------- | -------- | --------- | ------- |
| 1.      | 16  | Gilles Magnus          | Comtoyou Racing                           | Audi RS3 LMS TCR                | Újonc     | Trophy    | 1:36,065 |           | 10      |
| 2.      | 17  | Nathanaël Berthon      | Comtoyou Racing DHL Team Audi Sport       | Audi RS3 LMS TCR                |           | Trophy    | 1:36,202 | +0,137    | 12      |
| 3.      | 100 | Yvan Muller            | Cyan Racing Lynk & Co                     | Lynk & Co 03 TCR                |           |           | 1:36,302 | +0,237    | 13      |
| 4.      | 31  | Tom Coronel            | Comtoyou Racing DHL Team Audi Sport       | Audi RS3 LMS TCR                |           | Trophy    | 1:36,312 | +0,247    | 11      |
| 5.      | 11  | Thed Björk             | Cyan Racing Performance Lynk & Co         | Lynk & Co 03 TCR                |           |           | 1:36,318 | +0,253    | 11      |
| 6.      | 69  | Jean-Karl Vernay       | Team Mulsanne                             | Alfa Romeo Giulietta Veloce TCR |           | Trophy    | 1:36,377 | +0,312    | 12      |
| 7.      | 9   | Tassi Attila           | ALL-INKL.DE Münnich Motorsport            | Honda Civic Type R TCR          |           |           | 1:36,460 | +0,395    | 12      |
| 8.      | 68  | Yann Ehrlacher         | Cyan Racing Lynk & Co                     | Lynk & Co 03 TCR                |           |           | 1:36,511 | +0,446    | 12      |
| 9.      | 29  | Néstor Girolami        | ALL-INKL.COM Münnich Motorsport           | Honda Civic Type R TCR          |           |           | 1:36,579 | +0,514    | 12      |
| 10.     | 18  | Tiago Monteiro         | ALL-INKL.DE Münnich Motorsport            | Honda Civic Type R TCR          |           |           | 1:36,596 | +0,531    | 10      |
| 11.     | 12  | Santiago Urrutia       | Cyan Racing Performance Lynk & Co         | Lynk & Co 03 TCR                |           |           | 1:36,600 | +0,535    | 12      |
| 12.     | 86  | Esteban Guerrieri      | ALL-INKL.COM Münnich Motorsport           | Honda Civic Type R TCR          |           |           | 1:36,660 | +0,595    | 11      |
| 13.     | 7   | Jack Young             | Vuković Motorsport                        | Renault Mégane R.S. TCR         | Újonc     | Trophy    | 1:36,880 | +0,815    | 12      |
| 14.     | 8   | Luca Engstler          | Engstler Hyundai N Liqui Moly Racing Team | Hyundai i30 N TCR               | Újonc     |           | 1:37,050 | +0,985    | 12      |
| 15.     | 96  | Mikel Azcona           | Zengő Motorsport Services KFT             | Cupra León Competición TCR      |           |           | 1:37,093 | +1,028    | 12      |
| 16.     | 25  | Luca FilippiSZ         | Team Mulsanne                             | Alfa Romeo Giulietta Veloce TCR |           |           | 1:37,142 | +1,077    | 12      |
| 17.     | 33  | Dylan O'KeeffeSZ       | Vuković Motorsport                        | Renault Mégane R.S. TCR         |           |           | 1:37,311 | +1,246    | 12      |
| 18.     | 1   | Michelisz Norbert      | BRC Hyundai N Lukoil Squadra Corse        | Hyundai i30 N TCR               |           |           | 1:37,385 | +1,320    | 12      |
| 19.     | 55  | Boldizs Bence          | Zengő Motorsport Services KFT             | Cupra León Competición TCR      | Újonc     | Trophy    | 1:37,745 | +1,680    | 12      |
| 20.     | 30  | Gabriele Tarquini      | BRC Hyundai N Lukoil Squadra Corse        | Hyundai i30 N TCR               |           |           | 1:37,934 | +1,869    | 12      |
| 21.     | 8   | Nick Catsburg          | Engstler Hyundai N Liqui Moly Racing Team | Hyundai i30 N TCR               |           |           | 1:38,157 | +2,092    | 12      |
| 22.     | 99  | Kismarty-Lechner Gábor | Zengő Motorsport Services KFT             | Cupra León Competición TCR      |           | Trophy    | 1:39,138 | +3,073    | 13      |
| Forrás: |     |                        |                                           |                                 |           |           |          |           |         |

- Újonc — Újonc résztvevők
- Trophy — WTCR Trophy résztvevők
- SZ — Szabadkártyás résztvevők

## Időmérő edzés
Az időmérést szeptember 12-én szombaton rendezték meg, a versenyzők 14 órakor kezdték meg a körözést.
| Poz.    | #   | Versenyző                | Csapat                                    | Autó                            | Kategória | Kategória | Q1       | Pont | Q2       | Q3       | Pont |
| ------- | --- | ------------------------ | ----------------------------------------- | ------------------------------- | --------- | --------- | -------- | ---- | -------- | -------- | ---- |
| 1.      | 17  | Nathanaël Berthon        | Comtoyou Racing DHL Team Audi Sport       | Audi RS3 LMS TCR                |           | Trophy    | 1:36,224 |      | 1:35,895 | 1:35,486 | 5    |
| 2.      | 68  | Yann Ehrlacher           | Cyan Racing Lynk & Co                     | Lynk & Co 03 TCR                |           |           | 1:35,827 | 5    | 1:35,783 | 1:35,517 | 4    |
| 3.      | 16  | Gilles Magnus            | Comtoyou Racing                           | Audi RS3 LMS TCR                | Újonc     | Trophy    | 1:36,050 | 3    | 1:35,480 | 1:35,527 | 3    |
| 4.      | 12  | Santiago Urrutia         | Cyan Racing Performance Lynk & Co         | Lynk & Co 03 TCR                |           |           | 1:36,338 |      | 1:35,644 | 1:35,880 | 2    |
| 5.      | 100 | Yvan Muller              | Cyan Racing Lynk & Co                     | Lynk & Co 03 TCR                |           |           | 1:36,076 | 2    | 1:35,798 | 1:36,069 | 1    |
| 6.      | 31  | Tom Coronel              | Comtoyou Racing DHL Team Audi Sport       | Audi RS3 LMS TCR                |           | Trophy    | 1:36,176 | 1    | 1:35,907 | —        |      |
| 7.      | 9   | Tassi Attila             | ALL-INKL.DE Münnich Motorsport            | Honda Civic Type R TCR          |           |           | 1:36,218 |      | 1:35,941 | —        |      |
| 8.      | 11  | Thed Björk               | Cyan Racing Performance Lynk & Co         | Lynk & Co 03 TCR                |           |           | 1:35,952 | 4    | 1:35,993 | —        |      |
| 9.      | 69  | Jean-Karl Vernay         | Team Mulsanne                             | Alfa Romeo Giulietta Veloce TCR |           | Trophy    | 1:36,506 |      | 1:36,065 | —        |      |
| 10.     | 29  | Néstor Girolami          | ALL-INKL.COM Münnich Motorsport           | Honda Civic Type R TCR          |           |           | 1:36,754 |      | 1:36,119 | —        |      |
| 11.     | 86  | Esteban Guerrieri        | ALL-INKL.COM Münnich Motorsport           | Honda Civic Type R TCR          |           |           | 1:36,455 |      | 1:36,301 | —        |      |
| 12.     | 1   | Michelisz Norbert        | BRC Hyundai N Lukoil Squadra Corse        | Hyundai i30 N TCR               |           |           | 1:36,648 |      | 1:36,606 | —        |      |
| 13.     | 33  | Dylan O'KeeffeSZ         | Vuković Motorsport                        | Renault Mégane R.S. TCR         |           |           | 1:36,877 |      | —        | —        |      |
| 14.     | 8   | Nick Catsburg*           | Engstler Hyundai N Liqui Moly Racing Team | Hyundai i30 N TCR               |           |           | 1:37,025 |      | —        | —        |      |
| 15.     | 30  | Gabriele Tarquini        | BRC Hyundai N Lukoil Squadra Corse        | Hyundai i30 N TCR               |           |           | 1:37,054 |      | —        | —        |      |
| 16.     | 7   | Jack Young               | Vuković Motorsport                        | Renault Mégane R.S. TCR         | Újonc     | Trophy    | 1:37,062 |      | —        | —        |      |
| 17.     | 8   | Luca Engstler            | Engstler Hyundai N Liqui Moly Racing Team | Hyundai i30 N TCR               | Újonc     |           | 1:37,172 |      | —        | —        |      |
| 18.     | 18  | Tiago Monteiro           | ALL-INKL.DE Münnich Motorsport            | Honda Civic Type R TCR          |           |           | 1:37,192 |      | —        | —        |      |
| 19.     | 25  | Luca FilippiSZ**         | Team Mulsanne                             | Alfa Romeo Giulietta Veloce TCR |           |           | 1:37,235 |      | —        | —        |      |
| 20.     | 55  | Boldizs Bence            | Zengő Motorsport Services KFT             | Cupra León Competición TCR      | Újonc     | Trophy    | 1:37,353 |      | —        | —        |      |
| 21.     | 96  | Mikel Azcona             | Zengő Motorsport Services KFT             | Cupra León Competición TCR      |           |           | 1:37,410 |      | —        | —        |      |
| 22.     | 99  | Kismarty-Lechner Gábor** | Zengő Motorsport Services KFT             | Cupra León Competición TCR      |           | Trophy    | 1:39,731 |      | —        | —        |      |
| Forrás: |     |                          |                                           |                                 |           |           |          |      |          |          |      |

- Újonc — Újonc résztvevők
- Trophy — WTCR Trophy résztvevők
- SZ — Szabadkártyás résztvevők
- * — Nick Catsburg 5 helyes rajtbüntetést kapott, mert sárga zászló hatálya alatt nem lassított le kellőképpen.[6]
- ** — Luca Filippi és Kismarty-Lechner Gábor köridejeit törölték, miután az időmérő edzést követően a jelzés ellenére elmulasztották az autó súlymérését.[6]

## Első futam
Az első futam rajtjára szeptember 13-án, vasárnap került sor, a versenyzők 10 óra 30 perckor kezdték meg a 13 körből álló versenyt.
| Poz.    | #   | Versenyző              | Csapat                                    | Autó                            | Kategória | Kategória | Körszám | Versenyidő/Kiesés oka | Rajthely | Pont |
| ------- | --- | ---------------------- | ----------------------------------------- | ------------------------------- | --------- | --------- | ------- | --------------------- | -------- | ---- |
| 1.      | 29  | Néstor GirolamiLK      | ALL-INKL.COM Münnich Motorsport           | Honda Civic Type R TCR          |           |           | 13      | 21:17,426             | 1        | 25   |
| 2.      | 11  | Thed Björk             | Cyan Racing Performance Lynk & Co         | Lynk & Co 03 TCR                |           |           | 13      | +1,127                | 3        | 20   |
| 3.      | 9   | Tassi Attila           | ALL-INKL.DE Münnich Motorsport            | Honda Civic Type R TCR          |           |           | 13      | +1,844                | 4        | 16   |
| 4.      | 31  | Tom Coronel            | Comtoyou Racing DHL Team Audi Sport       | Audi RS3 LMS TCR                |           | Trophy    | 13      | +2,072                | 5        | 13   |
| 5.      | 69  | Jean-Karl Vernay       | Team Mulsanne                             | Alfa Romeo Giulietta Veloce TCR |           | Trophy    | 13      | +4,632                | 2        | 11   |
| 6.      | 12  | Santiago Urrutia       | Cyan Racing Performance Lynk & Co         | Lynk & Co 03 TCR                |           |           | 13      | +6,050                | 7        | 10   |
| 7.      | 68  | Yann Ehrlacher         | Cyan Racing Lynk & Co                     | Lynk & Co 03 TCR                |           |           | 13      | +6,674                | 9        | 9    |
| 8.      | 100 | Yvan Muller            | Cyan Racing Lynk & Co                     | Lynk & Co 03 TCR                |           |           | 13      | +7,382                | 6        | 8    |
| 9.      | 17  | Nathanaël Berthon      | Comtoyou Racing DHL Team Audi Sport       | Audi RS3 LMS TCR                |           | Trophy    | 13      | +7,794                | 10       | 7    |
| 10.     | 16  | Gilles Magnus          | Comtoyou Racing                           | Audi RS3 LMS TCR                | Újonc     | Trophy    | 13      | +12,585               | 8        | 6    |
| 11.     | 1   | Michelisz Norbert      | BRC Hyundai N Lukoil Squadra Corse        | Hyundai i30 N TCR               |           |           | 13      | +15,513               | 12       | 5    |
| 12.     | 8   | Luca Engstler          | Engstler Hyundai N Liqui Moly Racing Team | Hyundai i30 N TCR               | Újonc     |           | 13      | +16,085               | 16       | 4    |
| 13.     | 33  | Dylan O'KeeffeSZ       | Vuković Motorsport                        | Renault Mégane R.S. TCR         |           |           | 13      | +18,135               | 13       |      |
| 14.     | 8   | Nick Catsburg          | Engstler Hyundai N Liqui Moly Racing Team | Hyundai i30 N TCR               |           |           | 13      | +21,572               | 18       | 3    |
| 15.     | 30  | Gabriele Tarquini      | BRC Hyundai N Lukoil Squadra Corse        | Hyundai i30 N TCR               |           |           | 13      | +23,527               | 14       | 2    |
| 16.     | 96  | Mikel Azcona           | Zengő Motorsport Services KFT             | Cupra León Competición TCR      |           |           | 13      | +25,323               | 20       | 1    |
| 17.     | 55  | Boldizs Bence          | Zengő Motorsport Services KFT             | Cupra León Competición TCR      | Újonc     | Trophy    | 13      | +31,621               | 19       |      |
| 18.     | 25  | Luca FilippiSZ         | Team Mulsanne                             | Alfa Romeo Giulietta Veloce TCR |           |           | 13      | +34,240               | 21       |      |
| 19.     | 99  | Kismarty-Lechner Gábor | Zengő Motorsport Services KFT             | Cupra León Competición TCR      |           | Trophy    | 13      | +50,562               | 22       |      |
| 20.     | 7   | Jack Young             | Vuković Motorsport                        | Renault Mégane R.S. TCR         | Újonc     | Trophy    | 12      | Sérült autó           | 15       |      |
| Ki      | 18  | Tiago Monteiro         | ALL-INKL.DE Münnich Motorsport            | Honda Civic Type R TCR          |           |           | 7       | Motorhiba             | 17       |      |
| Ki      | 86  | Esteban Guerrieri      | ALL-INKL.COM Münnich Motorsport           | Honda Civic Type R TCR          |           |           | 2       | Motorhiba             | 11       |      |
| Forrás: |     |                        |                                           |                                 |           |           |         |                       |          |      |

- Újonc — Újonc résztvevők
- Trophy — WTCR Trophy résztvevők
- SZ — Szabadkártyás résztvevők
- LK  — A verseny leggyorsabb körét teljesítő versenyző

## Második futam
Az első futam rajtjára szeptembmer 13-án, vasránap került sor, a versenyzők 14 óra 15 perckor kezdték meg a 18 körből álló versenyt.
| Poz.    | #   | Versenyző              | Csapat                                    | Autó                            | Kategória | Kategória | Körszám | Versenyidő/Kiesés oka | Rajthely | Pont |
| ------- | --- | ---------------------- | ----------------------------------------- | ------------------------------- | --------- | --------- | ------- | --------------------- | -------- | ---- |
| 1.      | 68  | Yann Ehrlacher         | Cyan Racing Lynk & Co                     | Lynk & Co 03 TCR                |           |           | 18      | 33:47,255             | 2        | 25   |
| 2.      | 100 | Yvan Muller            | Cyan Racing Lynk & Co                     | Lynk & Co 03 TCR                |           |           | 18      | +0,870                | 5        | 20   |
| 3.      | 12  | Santiago Urrutia       | Cyan Racing Performance Lynk & Co         | Lynk & Co 03 TCR                |           |           | 18      | +1,376                | 4        | 16   |
| 4.      | 16  | Gilles Magnus          | Comtoyou Racing                           | Audi RS3 LMS TCR                | Újonc     | Trophy    | 18      | +1,940                | 3        | 13   |
| 5.      | 29  | Néstor Girolami        | ALL-INKL.COM Münnich Motorsport           | Honda Civic Type R TCR          |           |           | 18      | +2,617                | 10       | 11   |
| 6.      | 31  | Tom Coronel            | Comtoyou Racing DHL Team Audi Sport       | Audi RS3 LMS TCR                |           | Trophy    | 18      | +5,694                | 6        | 10   |
| 7.      | 69  | Jean-Karl Vernay       | Team Mulsanne                             | Alfa Romeo Giulietta Veloce TCR |           | Trophy    | 18      | +7,395                | 9        | 9    |
| 8.      | 1   | Michelisz Norbert      | BRC Hyundai N Lukoil Squadra Corse        | Hyundai i30 N TCR               |           |           | 18      | +8,128                | 11       | 8    |
| 9.      | 8   | Nick Catsburg          | Engstler Hyundai N Liqui Moly Racing Team | Hyundai i30 N TCR               |           |           | 18      | +8,678                | 13       | 7    |
| 10.     | 8   | Luca Engstler          | Engstler Hyundai N Liqui Moly Racing Team | Hyundai i30 N TCR               | Újonc     |           | 18      | +9,715                | 16       | 6    |
| 11.     | 96  | Mikel Azcona           | Zengő Motorsport Services KFT             | Cupra León Competición TCR      |           |           | 18      | +9,999                | 19       | 5    |
| 12.     | 33  | Dylan O'KeeffeSZ       | Vuković Motorsport                        | Renault Mégane R.S. TCR         |           |           | 18      | +10,173               | 12       |      |
| 13.     | 86  | Esteban Guerrieri      | ALL-INKL.COM Münnich Motorsport           | Honda Civic Type R TCR          |           |           | 18      | +11,175               | 21       | 4    |
| 14.     | 17  | Nathanaël BerthonLK    | Comtoyou Racing DHL Team Audi Sport       | Audi RS3 LMS TCR                |           | Trophy    | 18      | +14,981               | 1        | 3    |
| 15.     | 30  | Gabriele Tarquini      | BRC Hyundai N Lukoil Squadra Corse        | Hyundai i30 N TCR               |           |           | 18      | +18,354               | 14       | 2    |
| 16.     | 25  | Luca FilippiSZ         | Team Mulsanne                             | Alfa Romeo Giulietta Veloce TCR |           |           | 18      | +20,851               | 20       |      |
| 17.     | 55  | Boldizs Bence          | Zengő Motorsport Services KFT             | Cupra León Competición TCR      | Újonc     | Trophy    | 18      | +21,360               | 18       | 1    |
| 18.     | 99  | Kismarty-Lechner Gábor | Zengő Motorsport Services KFT             | Cupra León Competición TCR      |           | Trophy    | 18      | +21,613               | 20       |      |
| 19.     | 18  | Tiago Monteiro*        | ALL-INKL.DE Münnich Motorsport            | Honda Civic Type R TCR          |           |           | 18      | +25,688               | 22       |      |
| 20.     | 9   | Tassi Attila**         | ALL-INKL.DE Münnich Motorsport            | Honda Civic Type R TCR          |           |           | 18      | +48,018               | 7        |      |
| 21.     | 7   | Jack Young             | Vuković Motorsport                        | Renault Mégane R.S. TCR         | Újonc     | Trophy    | 15      | Ütközés               | 15       |      |
| Ki      | 11  | Thed Björk             | Cyan Racing Performance Lynk & Co         | Lynk & Co 03 TCR                |           |           | 0       | Ütközés               | 8        |      |
| Forrás: |     |                        |                                           |                                 |           |           |         |                       |          |      |

- Újonc — Újonc résztvevők
- Trophy — WTCR Trophy résztvevők
- SZ  — Szabadkártyás résztvevők
- LK  — A verseny leggyorsabb körét teljesítő versenyző
- * — Tiago Monteiro a versenyt követően 10 másodperces időbüntetést kapott Jack Young meglökéséért.[9]
- ** — Tassi Attila a versenyt követően 30 másodperces időbüntetést – ami egy bokszutca áthajtásos büntetésnek felel meg  kapott Jack Young kilökéséért.[9]

## Külső hivatkozások
- A nevezési lista
- A hétvége eredményei

## A világkupa élmezőnyének állása a verseny után
| H | Versenyzők       | Pont | H | Konstruktőrök                            | Pont |
| - | ---------------- | ---- | - | ---------------------------------------- | ---- |
| 1 | Yann Ehrlacher   | 43   | 1 | Cyan Racing Lynk & Co                    | 74   |
| 2 | Néstor Girolami  | 36   | 2 | Cyan Performance Lynk & Co               | 52   |
| 3 | Yvan Muller      | 31   | 3 | ALL-INKL.COM Münnich Motorsport          | 40   |
| 4 | Santiago Urrutia | 26   | 4 | Comtoyou Racing DHL Team Audi Sport      | 39   |
| 5 | Gilles Magnus    | 25   | 5 | Engster Hyundai N Liqui Moly Racing Team | 20   |